# Лісенко Вадим Андрійович
Вадим Андрійович Лісенко (нар. 25 грудня 1937, Ленінград, СРСР — 26 січня 2016, Одеса) — український вчений, професор основ архітектури і реставрації.
Академік Інженерної Академії України, академік Будівельної Академії України, член-кор. Академії Архітектури України, член-кореспондент Міжнародної інженерної академії, дійсний член Нью-Йоркської Академії наук, дійсний член МРОПІМ; професор архітектури і реставрації, завідувач кафедри «Архітектурні конструкції, реставрація та реконструкція будівель, споруд та їх комплексів» Одеської державної академії будівництва та архітектури.
Включений до довідника про історію одеського волейболу.

## Дитинство
Народився в сім'ї архітектора Лисенко Андрія Онисимовича і Лисенко (Чернякова) Тамари Олександрівни. Під час Великої Вітчизняної війни переніс жахи блокади, був вивезений з дитячим будинком у Хакасії по Дорозі життя через Ладозьке озеро. Там восени 1942 року його відшукала його мати і перевезла в м.Якутськ, де працював Андрій Онисимович.
Наприкінці 1944 р. батька було викликано в Москву комітетом у справах архітектури при Раді міністрів СРСР і з 8 січня 1945 р. рішенням Одеського міськвиконкому призначений головним архітектором м. Одеси, куди переїхав він із родиною. Приїхавши з батьками в 1945 р., в Одесу, Вадим Лисенко поступив в середню школу № 105, яку закінчив в 1955 році. Потім, після невдалої спроби стати студентом ВДІКу, був прийнятий в Одеський інженерно-будівельний інститут на факультет ПГБ і закінчив його в 1960 р., отримавши диплом інженера-будівельника.
Одночасно із захопленням кіно- і фотомистецтвом, активно займався: волейболом (майстер спорту СРСР), баскетболом, футболом, плаванням, настільним тенісом (за всіма видами — II розряд); цільовою стрільбою з пістолета (к. м. с.), шахами (II категорія). Був учасником команд майстрів з волейболу (1959—1974), які виступали у Вищій лізі СРСР, УРСР, Франції.

## Біографія
Трудову діяльність розпочав на посаді архітектора, а потім старшого архітектора в 1960 р., в Державному інституті проектування міст (одеська філія), куди був направлений для реалізації дипломного проекту «Планетарій у м. Одесі», що розділив перше і друге місце в загальноміському конкурсі.
- 1963—1970 рр. — аспірант, асистент, старший викладач, доцент Одеського інженерно-будівельного інституту. У 1967 р. захистив дисертацію «Ремонт і відновлення залізобетонних конструкцій композиційними полімерними матеріалами» на здобуття вченого ступеня кандидата технічних наук за спеціальністю «Будівельні конструкції та матеріали».
- 1968—1969 рр. в Київському державному університеті ім. Т. Г. Шевченка пройшов курс перекладачів.
- 1970—1971 рр. був відряджений доцентом Королівського університету м. Пномпень (Камбоджа).

З 1963 р. по січень 2016 року працював в ОІБІ, (пізніше перейменованому в ОДАБА): 1974—1975 рр. — деканом Архітектурного факультету, з 1975 р. по 2016 р. — завідувачем кафедри «Архітектурні конструкції, реставрація та реконструкція будівель, споруд та їх комплексів» ОДАБА.
У 1990 році захистив дисертацію «Захисно-конструкційні полімеррозчини для реставрації пам'яток архітектури, історії та культури» на здобуття вченого ступеня доктора технічних наук, в 1991 р. рішенням ВАК присвоєно вчене звання професора основ архітектури і реставрації.
Постійно працював над підвищенням свого наукового і педагогічного рівня: в 1973—1974 рр. стажувався і працював в CSTB (Міністерстві архітектури і будівництва) в Парижі, Франція; в 1984 р. у Вищому інституті архітектури та будівництва в Софії, Болгарія. Брав участь і був організатором наукових і практичних конференцій і симпозіумів в Україні і за кордоном (Росія, Бельгія, Швейцарія, Голландія, Австрія, Німеччина, Франція, Монако, Польща, Ізраїль, Вірменія, Грузія).
Свій досвід передавав студентам, читаючи такі навчальні дисципліни: «Архітектурні конструкції», «Інженерна архітектоніка», «Введення до будівельної справи», «Планування міст», «Реконструкція та реставрація архітектурних об'єктів», «Архітектурно-історичне середовище», «Проблеми реставрації і реконструкції», «Урбаністика», «Комплексне освоєння міських територій», «Спецкурси». Керував науковим семінаром «Реставрація, реконструкція, урбоекологія». Аспіранти В. А. Лисенко після захисту дисертації працюють на Україні, в Росії, США, Польщі, Молдові.
Виступав за розвиток в вузах архітектурно-будівельного профілю підготовки фахівців з реставрації архітектурної спадщини: ним організовано спільне виконання курсових і дипломних проектів студентами ОДАБА і студентами країн Австрія (Відень), Франція (Париж), Німеччина (Мюнхен), Болгарія (Софія), Італія (Флоренція) в тому числі за програмами ТАСІС та ІККРОМ. Був автором сценаріїв і провідним серії телепрограм по архітектурі Одеси, про історію архітектури і містобудування, про проблеми викладання архітектури та інженерних конструкцій в будівельних вузах (1994—2013). Пропагував відродження і підтримку на державному рівні наукових проектних реставраційних установ.
Ним опубліковано понад 300 наукових робіт, виконано 20 проектів, отримано 5 авторських свідоцтв на винаходи. У 2014 р. вийшла в світ фундаментальна монографія «Архітектура. Хроноеволюція архітектурних форм, конструкцій і матеріалів». Це дослідження отримало визнання вітчизняних і зарубіжних фахівців. Був головним редактором збірника наукових праць Південноукраїнського відділення Національного комітету ІКОМОС «Реставрація, реконструкція, урбоекологія» (видання ВАК); членом редакційно-видавничої Ради ОДАБА; членом редколегії «Вісника ОДАБА», збірника наукових праць «Регіональні проблеми архітектури та містобудування».
Вільно володів російською, українською, англійською та французькою мовами. Читав технічну літературу болгарською, польською, чеською, сербською, німецькою, іспанською, італійською мовами.
Проводив велику наукову і громадську роботу: був членом Вченої ради Одеської державної академії будівництва та архітектури; членом Вченої ради Архітектурно — художнього інституту; членом спеціалізованої Ради з присудження вчених ступенів і вчених звань, ОДАБА; членом спеціалізованої Ради по захисту дисертацій, був засновником і першим президентом Південно-українського відділення ІКОМОС, членом робочої групи країн РЕВ по реставрації, Президентом «Альянс Франсез» (Одеса), Головою секції «Будівництво, реконструкція, реставрація» Одеського відділення Інженерної академії України, віце-головою секції «Реставрація» Будівельної Академії України, віце-президентом Асоціації європейської культури «Біла акація», а також: членом архітектурно-містобудівної ради при Управлінні містобудування та архітектури облдержадміністрації; експертом Центру міських технологій при міськвиконкомі м. Одеси; Членом Ради по оновленню Одеського Оперного театру (з 03.2001 р.); Членом Оргкомітету зі створення Одеського Православного Університету; Членом президії Міжнародного екологічного союзу; Членом Вченої ради Одеської державної бібліотеки ім. Горького; депутатом Одеської Обласної Ради народних депутатів (1990—1994); кандидатом в народні депутати Верховної Ради України, (2002).
Похований на Одеському Другому християнському кладовищі на ділянці № 66, з батьками.

## Нагороди та звання
Нагороджений: золотими медалями (2), перша (1), друга (3) і третя (1) премії ВДНГ СРСР і УРСР. За успіхи в трудовій та громадській діяльності нагороджений медалями: «Жителю блокадного Ленінграда» (1993), «На честь 60-річчя повного звільнення Ленінграда від фашистської блокади» (Постанова уряду С.-Петербурга від 16.12.2003 р. № 87), «В пам'ять 300-річчя Санкт-Петербурга» (Указ Президента Російської Федерації від 19.02.2003 р.), «60 років визволення м. Одеси від фашистських загарбників» (розпорядження Одеського міського Голови № 424-01/г від 05.04. 2004 року), «60 років визволення Одещини від фашистських загарбників» (указ начальника Одеської обласної державної адміністрації, 27.08.2004 р.), «На честь 65-річчя повного звільнення Ленінграда від фашистської блокади» (Постанова Уряду Санкт-Петербурга від 16.12.2008 № 1558), «70 років перемоги у Великій вітчизняній війні 1941—1945 рр.» (Указ Президента РФ від 21.12.1913).